# Cneorane nigripenis
Cneorane nigripenis es un coleóptero de la familia Chrysomelidae.
Fue descrita científicamente en 1922 por Laboissiere.